# Pellenes bulawayoensis
Pellenes bulawayoensis är en spindelart som beskrevs av Wesolowska 1999 [2000. Pellenes bulawayoensis ingår i släktet Pellenes och familjen hoppspindlar. Inga underarter finns listade i Catalogue of Life.